# Willem Hesselink
Dr. Willem Frederik Hesselink (Arnhem,  1878. február 8. – 1973. december 1.) válogatott holland labdarúgó, kémikus. Az SBV Vitesse Arnhem egyik alapító játékosa, valamint a Bayern München játékosa, edzője és elnöke is volt. A HVV Den Haag csapatával kétszer nyert holland labdarúgó bajnokságot.

## Élete
1892-ben 14 évesen alapító tagja volt az SBV Vitesse Arnhem labdarúgó csapatnak. 1892 és 1899 között 2 alkalommal szerzett holland bajnoki ezüstérmet. Az ezredforduló előtt 1899-ben elhagyta szülővárosát, és a HVV Den Haag csapatba igazolt. Két szezont töltött új csapatában, és kétszer meg is nyerte a holland bajnokságot.
1902-ben ismét klubot váltott. A német Bayern Münchenbe igazolt. 1903-ban kinevezték a bajor alakulat edzőjévé, valamint Franz John távozása miatt a klub elnökévé is. Willem Hesselink lett a Bayern München történetének első edzője. 1905-ben behívták a Holland labdarúgó-válogatottba. Rotterdamban május 15.-én 30.000 néző előtt léphetett pályára a Belga labdarúgó-válogatott ellen. A 74. játékpercben Hesselink megszerezte a vezetést a hollandoknak, ezzel elindítva egy gólzáporos mérkőzést: 4-0-ra győzött Hollandia. 1905-ig volt a Bayern München játékosa, 1906-ig pedig elnöke.
1908-ban visszatért szülővárosába, és a Vitesse csapatában folytatta a labdarúgást. Pályafutását itt is fejezte be 1919-ben. Újabb trófeákat nem sikerült nyernie, viszont közel állt a végső sikerekhez. Háromszor holland bajnoki ezüstérmes és egyszeres holland kupa döntős lett. Több évig edzője és pénztárosa volt a csapatnak, 1917-től 1922-ig elnöke is.
Miután befejezte labdarúgói pályafutását, kémikusként dolgozott tovább a bűnüldözés területén, és doktori címet szerzett. 1978. február 8-án, 95 évesen hunyt el. 

## Sikerei, díjai

### Vitesse
- Holland bajnokság ezüstérmes (5): 1898, 1899, 1913, 1914, 1915
- Holland-kupa döntős (1): 1912

### HVV Den Haag
- Holland bajnok (2): 1900, 1901